# Cerca de las estrellas (sencillo)
«Cerca de las estrellas» es el noveno sencillo de Los Pekenikes y tercero en extraerse de su tercer álbum, Alarma (1969) y editado antes que el álbum. En este tema el grupo se atreve a recuperar la voz (recordemos que el éxito del grupo residía en los instrumentales) en la persona del batería, Félix Arribas, primero en cantar en el grupo de manera clara desde la época de los EP. Lucas Sainz tuvo que dejar la guitarra líder para ir al servicio militar obligatorio, sustituyéndole Antonio Obrador, proveniente de Los Continentales y considerado uno de los mejores guitarristas de los años 60. 
Cerca de las estrellas es una de las obras cumbres de Los Pekenikes, de tal manera que aparte de reediciones, fue retomada por su autor en su carrera privada, además de ser la base de versiones modernas irreconocibles en sus arreglos y de letras distintas. El tema espacial era muy popular en el momento, a causa de la carrera espacial (se llegó a la Luna en agosto de este año) y la expansión de la psicodelia y el rock espacial en la época.
En la serie de TVE Cuéntame cómo pasó, esta canción se emplea en la cabecera de los episodios ambientados en la época.
La cara B del disco «Cerca de las estrellas» la ocupa «Soñar no cuesta nada», que, como las dos anteriores caras B de los sencillos, no fue publicada en el álbum.

## Miembros
- Alfonso Sainz - Guitarra
- Antonio Obrador - Guitarra solista
- Ignacio Martín Sequeros - Bajo eléctrico, armónica
- Tony Luz - Guitarra rítmica
- Félix Arribas - Cantante, batería
- Pedro Luis García - Trombón, flauta
- Vicente Gasca - Trompeta